# Мартін Грей
Мартін Грей (англ. Martin Gray, справжнє ім'я Mietek Grajewski — Метек Граєвський, 27 квітня 1922, Варшава — 25 квітня 2016) — французький єврей, автор 12 книг. На думку історика Гіти Серені, Мартін Грей — літературна містифікація італо-швейцарського письменника Макса Галло.

## Життєпис
Мартін Грей народився 27 квітня 1922 року в Варшаві в єврейській родині. Під час Другої світової війни і окупації Німеччиною Польщі був у Варшавському гетто. Після придушення повстання в гетто втік з концтабору, був партизаном. Вступив у Червону армію, брав участь у звільненні Польщі і битві за Берлін.
У 1946 Грей емігрував до Сполучених Штатів, де жила його бабуся. Близько 10 років після його прибуття Грей став крамарем. Надалі він переїхав на південь Франції у 1960 році, де жив до останніх днів.

## Книги
У першій книзі Мартіна Грея «Для тих кого я любив», розповідається про те, як він втік з Треблінки, дістався Варшави, взяв там участь у повстанні, потім вступив до Червоної Армії і закінчив війну штурмом Берліна 30 квітня 1945 року. За книгою був поставлений популярний французький фільм з однойменною назвою.